# OxfordDictionaries.com
OxfordDictionaries.comまたはオックスフォードオンライン辞典（ODO）は、他の出版物の一部として数多の出版辞典も出版するオックスフォード大学の部局である出版部門のオックスフォード大学出版局（OUP）が制作するウェブサイトである。オックスフォード英英辞典や新オックスフォード米語辞典、オックスフォード英英類義語辞典、オックスフォード米語筆記者用類義語辞典、文法や用法の類例集がある。3か月毎に更新されている。

## 参照
1. ↑  “The OED and Oxford Dictionaries”. Oxford English Dictionary.   Oxford University Press. 2014年12月12日閲覧。
2. ↑  “Oxford Dictionaries content help”. Oxford Dictionaries Online.   Oxford University Press. 2014年11月8日閲覧。
3. ↑  Harrison, Emma (2014年6月19日). “Oxford dictionaries: Demise of the printed editions?”. BBC News 2014年11月8日閲覧。